# Leucophenga pulchra
Leucophenga pulchra är en tvåvingeart som först beskrevs av Ignaz Rudolph Schiner 1868.  Leucophenga pulchra ingår i släktet Leucophenga och familjen daggflugor.
Artens utbredningsområde är Venezuela. Inga underarter finns listade i Catalogue of Life.